# J. Edgar

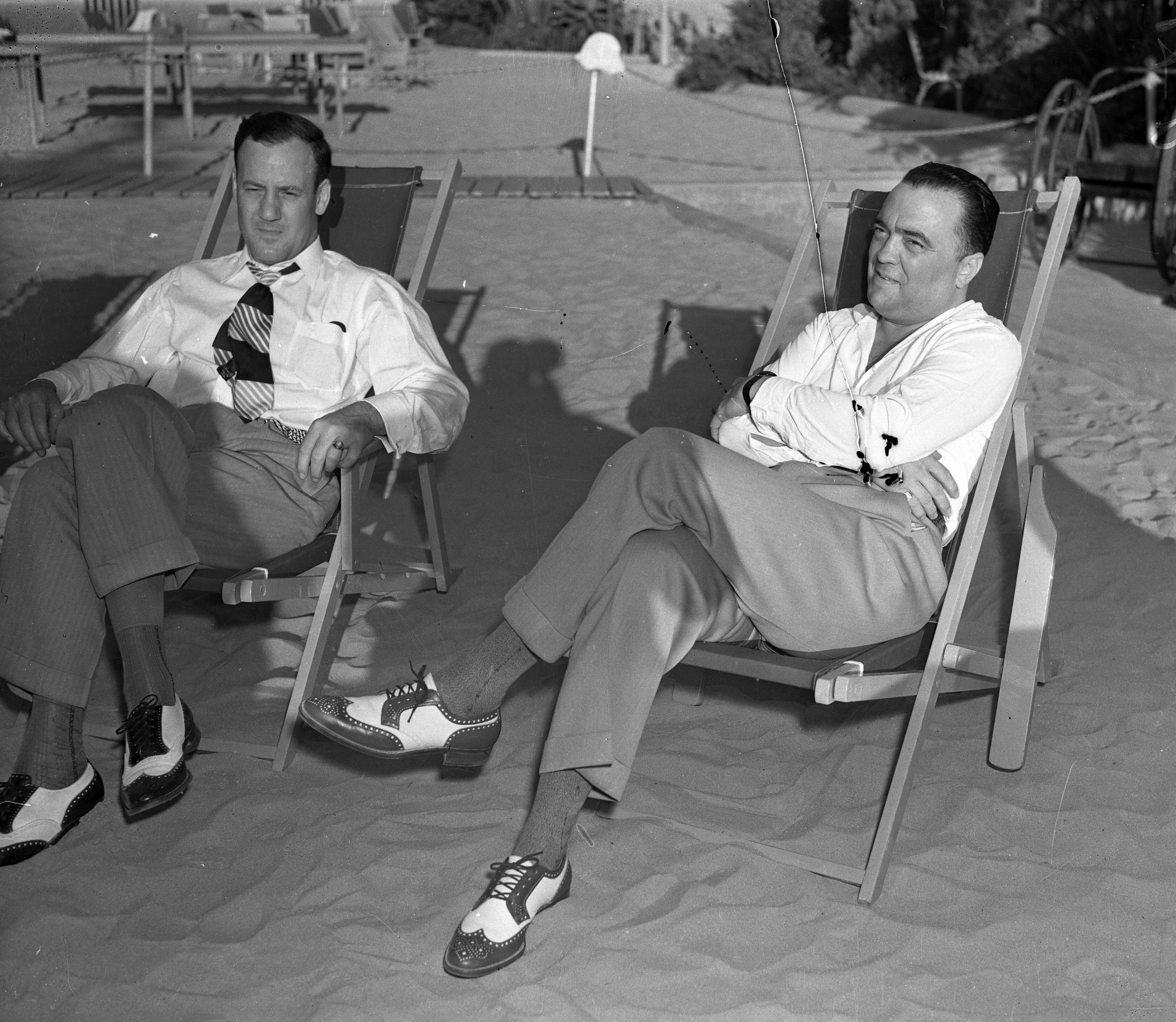
Hoover en Tolson

J. Edgar is een Amerikaanse biopic van regisseur Clint Eastwood. De film ging op 11 november 2011 in wereldpremière. De hoofdrollen worden vertolkt door Leonardo DiCaprio, Armie Hammer, Judi Dench en Naomi Watts.
De film is gebaseerd op het leven van gewezen FBI-directeur J. Edgar Hoover. Tijdens zijn loopbaan als directeur doken er regelmatig geruchten op dat hij stiekem homoseksueel was. Naar verluidt had hij een geheime relatie met zijn collega en rechterhand Clyde Tolson. Clint Eastwood liet in een interview echter verstaan dat de film zich niet op die zaken concentreerde. Scenarist Dustin Lance Black gaf enkele dagen later wel toe dat de geheime relatie tussen Hoover en Tolson in zijn filmscenario aan bod kwam.

## Verhaal
De film spitst zich toe op het leven van de jonge J. Edgar Hoover. Enerzijds is er zijn privéleven dat voornamelijk draait rond zijn relatie met zijn moeder Anna Marie en zijn rechterhand Clyde Tolson. Anderzijds is er zijn professionele carrière, die al vroeg beïnvloed wordt door het onderzoek rond de Lindberghkidnapping.
Hoewel Hoover steevast op het voorplan treedt als een vastberaden man, lijkt zijn leven enkel te bestaan uit intriges, controverses en schandalen. En dat ontdekt ook agent Smith, die zijn biografie schrijft.

## Rolverdeling
- Leonardo DiCaprio - J. Edgar Hoover
- Armie Hammer - Clyde Tolson
- Judi Dench - Anna Marie
- Naomi Watts - Helen Gandy
- Damon Herriman - Bruno Hauptmann
- Josh Lucas - Charles Lindbergh
- Ed Westwick - Agent Smith
- Jeffrey Donovan - Robert F. Kennedy
- Ken Howard - Harlan F. Stone
- Stephen Root - Arthur Koehler

## Achtergrond
- De opnames gingen in februari 2011 van start. Op 11 november van hetzelfde jaar ging de film in première.
- Charlize Theron werd oorspronkelijk gecast als Helen Gandy, de secretaresse van Hoover. Theron kon uiteindelijk niet doorgaan met het project en werd vervangen door Naomi Watts.
- Scenarist Dustin Lance Black, die zelf openlijk uitkomt voor zijn homoseksualiteit, laat vaak homothema's aan bod komen in zijn films. In 2009 won hij een Oscar voor het scenario van Milk, een film gebaseerd op het leven van Harvey Milk, die opkwam voor gelijkberechtiging van homo's in de Verenigde Staten.
- Tot op heden is het niet zeker of J. Edgar Hoover homoseksueel was. Toch wordt algemeen aangenomen dat hij een geheime relatie had met zijn collega Clyde Tolson. Sommige geruchten beweren zelfs dat Hoover regelmatig aan crossdressing (i.e. zich als vrouw verkleden) deed. Dit is echter nooit bewezen. Deze geruchten zorgden in de Verenigde Staten wel al voor de nodige controverse, aangezien het niet duidelijk was of Hoover in de film aan crossdressing zou doen.
- De titel van de film luidde eerst Hoover, maar werd nadien veranderd in J. Edgar.
- Leonardo DiCaprio is niet de eerste acteur die in de huid kruipt van J. Edgar Hoover. De gewezen FBI-directeur werd in het verleden al vertolkt door onder meer Treat Williams, Ernest Borgnine, Billy Crudup, Vincent Gardenia, Bob Hoskins, Richard Dysart en Pat Hingle.